# Penya Aguda
La Penya Aguda és una muntanya de 1.523 metres que es troba entre els municipis de Cabó i de Coll de Nargó, a la comarca de l'Alt Urgell.
Aquest cim està inclòs al llistat dels 100 cims de la FEEC